# Rezerwat przyrody Kľak
Rezerwat przyrody Kľak (słow. Národná prírodná rezervácia Kľak – Narodowy r. p. Kľak) – rezerwat przyrody w grupie górskiej Małej Fatry na Słowacji. Powierzchnia 85,71 ha.

## Położenie
Rezerwat leży w południowej części tzw. Luczańskiej Małej Fatry. Obejmuje wierzchołek, południowo-zachodnie i częściowo południowo-wschodnie stoki masywu Kľaku, opadające ku zachodowi ku źródliskom rzeczki Rajčianki po poziomicę ok. 1050 m n.p.m. (lokalnie po 790 m n.p.m.) oraz ku wschodowi ku źródliskom Vrícy. Leży na terenach katastralnych wsi Fačkov w powiecie żylińskim i Vrícko w powiecie Martin. Nie posiada pasma ochronnego.

## Historia
Rezerwat został powołany w 1966 r. rozporządzeniem Komisji ds. Szkolnictwa i Kultury Słowackiej Rady Narodowej nr 30 z dnia 25 maja 1966 r. jako Štátna prírodná rezervácia Kľak. Obecnie jako Národná p. r. Kľak.
W rezerwacie obowiązuje 5. (najwyższy) stopień ochrony.

## Flora
Rezerwat obejmuje zarówno szczytowe, skaliste partie Kľaku, rozwinięte poniżej nich rumowiska skalne, jak i znaczne fragmenty stoków masywu. Dolną część obszaru rezerwatu, sięgającą aż po widoczny w dole kocioł źródliskowy Rajčianki, porastają żyzne buczyny z domieszką jawora i wiązu górskiego (brzostu). Towarzyszą im pojedyncze świerki, sporadycznie pojawia się jodła. Na stromych, osuwających się stokach buki i jawory tworzą charakterystyczne formy o szablasto wygiętych pniach. W partiach przygrzbietowych i podszczytowych buki karłowacieją, mają powykrzywiane pnie, często przybieraja formy wielopienne i krzaczaste. Na piargach pod urwistymi skałami rosną z reguły tylko jawory, rzadko spotkamy fragmenty lipowo-jaworowego lasu rumowiskowego.
Pod sam szczyt podchodzą kępy karłowatej buczyny, nie przekraczającej 1,5 m wysokości oraz równie karłowatej wierzby iwy i jarzębiny. Nieliczne świerki mają przysadziste sylwetki i formy bardziej lub mniej sztandarowe. Wśród świerków rosną krzewy wawrzynka wilczełyko. Pomiędzy nimi rozrastają się krzewy sztucznie wprowadzonej tu kosodrzewiny, postrzeganej obecnie jako gatunek inwazyjny. Na wierzchołkowym spiętrzeniu rosną kostrzewa pstra, pępawa Jacquina, bartsja alpejska, świetlik łąkowy i in. Rosnąca w szczelinach skał turzyca mocna, a także jaskier alpejski i tłustosz alpejski występują tu na zachodnim skraju swego rozprzestrzenienia w ramach Karpat Zachodnich. Spotkamy tutaj również inną wapieniolubną trawę, kostrzewę tatrzańską, która znajduje tu swą globalną zachodnią granicę występowania.
W rezerwacie występuje szereg innych gatunków roślin chronionych, jak pierwiosnek łyszczak, goryczka krótkołodygowa, zarzyczka górska, lilia złotogłów, storczyk podkolan biały, paproć języcznik zwyczajny i in.

## Fauna
Fauna rezerwatu nie odbiega od tej, spotykanej w całej Małej Fatrze. Spotkać tu można wszystkie wielkie drapieżniki Zachodnich Karpat: niedźwiedzia, wilka i rysia. Należy zwrócić uwagę na ptaki, zwłaszcza na kruka i pustułkę, gniazdujące w skalnych urwiskach podszczytowych Kľaku. Sporadycznie widywany jest również orzeł przedni. W kopule szczytowej występuje siwerniak, a w pasie górnej granicy lasu płochacz pokrzywnica.
Z biotopami leśnymi związany jest jastrząb zwyczajny, sowy włochatka i sóweczka, dzięcioł duży, muchołówka białoszyja, muchołówka mała, świergotek drzewny i in. Z bezkręgowców należy wymienić chrząszcze: nadobnicę alpejską, biegacza Fabriciego, Leptinus testaceus, Leiodes lucens i in. Mięczaki reprezentuje tu m.in. zachodniokarpacki endemit, ślimak tatrzański (syn. Helicigona cingulella, Rossmässler, 1837) na południowo-zachodnim skraju obszaru występowania.

## Przedmiot ochrony
Rezerwat powołano w celu ochrony potężnego, wierzchołkowego, wapienno-dolomitowego masywu skalnego, będącego pozostałością dawnej płaszczowiny choczańskiej, porośniętego bogatą, wapieniolubną roślinnością naskalną w partiach szczytowych oraz cennymi, po części pierwotnymi zespołami leśnymi w niższych partiach. Rezerwat chroni występujące tu liczne gatunki subalpejskie i alpejskie w jednej ze skrajnych lokalizacji w granicach Zachodnich Karpat.

## Turystyka
Teren rezerwatu, w tym sam wierzchołek Kľaku, udostępniają znakowane szlaki turystyczne: zielony z Vrícka, żółty z Przełęczy Fačkovskiej, niebieski i zielony z Fačkova oraz dalekobieżny czerwony, biegnący głównym grzbietem Luczańskiej Małej Fatry.